# Вояки дивізії СС «Галичина», нагороджені німецькими нагородами
Нагороджені німецькими нагородами українці — чини дивізії СС «Галичина».
 Залізний хрест 2-го класу
 Хрест воєнних заслуг 2-го класу
Треба зауважити, що в багатьох випадках офіційні документи, що підтверджують факт нагородження відсутні. Тому нерідко інформація про нагородження базується лише на словах самого ветерана або його побратимів.
| Ім'я                        | Звання                 | Посада                                                                             | Нагороди |
| --------------------------- | ---------------------- | ---------------------------------------------------------------------------------- | --- |
| Володимир Козак             | Ваффен-оберштурмфюрер  | Командир 4-ї роти 29-го гренадерського полку                                       | - Залізний хрест 2-го класу (1 серпня 1944) - за відвагу в боях під Бродами - Залізний хрест 1-го класу (квітень 1945) - за відміну в боях в районі замку Гляйхенберг 9 квітня 1945 - Штурмовий піхотний знак в сріблі - Нагрудний знак ближнього бою в сріблі - Нагрудний знак "За поранення" |
| Остап Чучкевич              | Ваффен-оберштурмфюрер  | Командир 14-ї роти 29-го гренадерського полку                                      | - Залізний хрест 2-го класу (1 серпня 1944) - за відвагу в боях під Бродами - Залізний хрест 1-го класу (квітень 1945) - за звільнення містечка Гляйхенберг 2 квітня 1945 - Нагрудний знак ближнього бою в сріблі                                                                              |
| Роман Долинський            | Ваффен-гауптштурмфюрер | Командир кавалерійської роти постачання                                            | - Залізний хрест 2-го класу - Хрест Воєнних заслуг 2-го класу (вересень 1944) - за відвагу в боях під Бродами - Хрест Воєнних заслуг 2-го класу з мечами (квітень 1945) |
| Степан Гуляк                | Ваффен-оберштурмфюрер  | Командир 3-ї роти 14-го фузілерного батальйону                                     | - Залізний хрест 2-го класу - за відвагу в боях під Бродами - Чорний нагрудний знак "За поранення" |
| Олекса Ґардецький           | Ваффен-унтершарфюрер   | Унтер-офіцер 31-го гренадерського полку                                            | - Залізний хрест 2-го класу - за відвагу в боях під Бродами - Штурмовий піхотний знак в сріблі |
| Іван Процак                 | Ваффен-унтершарфюрер   |                                                                                    | - Хрест Воєнних заслуг 2-го класу з мечами |
| Порфирій Силенко            | Ваффен-гауптштурмфюрер | Офіцер частин постачання                                                           | - Залізний хрест 2-го класу - за відвагу в боях під Бродами - Хрест Воєнних заслуг 2-го класу з мечами |
| Роман Левицький             | Ваффен-оберштурмфюрер  |                                                                                    | - Залізний хрест 2-го класу - за бої в Словаччині (у складі БГ Вільднера) |
| Василь Татарський           | Ваффен-гауптштурмфюрер | Командир 10-ї роти 3-го батальйону 29-го полку                                     | - Залізний хрест 2-го класу - за бої в Словаччині |
| Пилип Трач                  | Ваффен-унтерштурмфюрер | Командир 1-го взводу 14-ї роти 30-го полку                                         | - Залізний хрест 2-го класу - за бої в районі Штайбаха на початку квітня 1945 року - Медаль «За зимову кампанію на Сході 1941/42» |
| Андрій Коморовський         | Ваффен-унтерштурмфюрер | Офіцер для особливих доручень при штабі 2-го батальйону 30-го полку                | - Залізний хрест 2-го класу (6 травня 1945) - за бої в Австрії - Медаль «За зимову кампанію на Сході 1941/42» - Чорний нагрудний знак "За поранення" |
| Євген Шипайло               | Ваффен-унтерштурмфюрер | Командир 13-ї роти 30-го полку                                                     | - Залізний хрест 2-го класу |
| Дмитро Феркуняк             | Ваффен-гауптштурмфюрер | Офіцер відділу 1с (розвідка і контррозвідка) штабу дивізії                         | - Залізний хрест 2-го класу (1 серпня 1944) - Хрест Воєнних заслуг 2-го класу з мечами (26 вересня 1944) |
| Роман Бойцун                | Ваффен-оберштурмфюрер  | Офіцер 4-ї роти розвідувального (фюзілерного) батальйону                           | - Залізний хрест 2-го класу - за відвагу в боях під Бродами |
| Євген Микитин-Сольський     | Ваффен-гауптштурмфюрер |                                                                                    | - Залізний хрест 2-го класу - Хрест Воєнних заслуг 2-го класу з мечами |
| Мирон Лозинський            |                        |                                                                                    | - Залізний хрест 2-го класу - Хрест Воєнних заслуг 2-го класу з мечами |
| Микола Повч                 |                        |                                                                                    | - Залізний хрест 2-го класу - Хрест Воєнних заслуг 2-го класу з мечами |
| Олександр Масляк            |                        |                                                                                    | - Залізний хрест 2-го класу - Хрест Воєнних заслуг 2-го класу з мечами |
| Ярослав Габа                |                        |                                                                                    | - Залізний хрест 2-го класу - Хрест Воєнних заслуг 2-го класу з мечами |
| Роман Рак                   | Ваффен-унтерштурмфюрер | Лікар                                                                              | - Залізний хрест 2-го класу - Хрест Воєнних заслуг 2-го класу з мечами |
| Юрій Колдовський            |                        |                                                                                    | - Залізний хрест 2-го класу - Хрест Воєнних заслуг 2-го класу з мечами |
| Богдан Панасюк              | Ваффен-унтерштурмфюрер | Лікар-хірург                                                                       | - Залізний хрест 2-го класу - Хрест Воєнних заслуг 2-го класу з мечами |
| Олександр Фаріон            | Ваффен-унтерштурмфюрер | Лікар при штабі розвідувального батальйону                                         | - Залізний хрест 2-го класу - Хрест Воєнних заслуг 2-го класу з мечами |
| Володимир Кишко             | Ваффен-унтерштурмфюрер | Ветеринар                                                                          | - Залізний хрест 2-го класу - Хрест Воєнних заслуг 2-го класу з мечами |
| Григорій Бобель             |                        |                                                                                    | - Залізний хрест 2-го класу (кінець квітня 1944) - нагороджений до служби в дивізії, у складі 4-го галицького добровольчого полку СС |
| Осип Юник                   | Ваффен-гренадер        |                                                                                    | - Залізний хрест 2-го класу (кінець квітня 1944) - нагороджений до служби в дивізії, у складі 4-го галицького добровольчого полку СС - Чорний нагрудний знак "За поранення" (кінець квітня 1944) - нагороджений до служби в дивізії, у складі 4-го галицького добровольчого полку СС           |
| Василь Білецький            | Ваффен-гренадер        |                                                                                    | - Залізний хрест 2-го класу (кінець квітня 1944) - нагороджений до служби в дивізії, у складі 4-го галицького добровольчого полку СС |
| Василь Виклюк               | Ваффен-обергренадер    | Командир 3-го відділення 1-го взводу штабної роти 31-го полку                      | - Залізний хрест 2-го класу (кінець квітня 1944) - нагороджений до служби в дивізії, у складі 4-го галицького добровольчого полку СС |
| Михайло Левенець            | Ваффен-унтерштурмфюрер | Капелан 29-го гренадерського полку                                                 | - Залізний хрест 2-го класу - за відвагу в боях під Бродами |
| Любомир Боднар              | Ваффен-унтершарфюрер   | Унтер-офіцер 29-го гренадерського полку                                            | - Залізний хрест 2-го класу - за відвагу в боях під Бродами |
| Ярослав Кінаш               | Ваффен-унтершарфюрер   | Унтер-офіцер 29-го гренадерського полку                                            | - Залізний хрест 2-го класу - за відвагу в боях під Бродами |
| Ярослав Бобинський          | Ваффен-унтершарфюрер   | Унтер-офіцер 30-го гренадерського полку                                            | - Залізний хрест 2-го класу - за відвагу в боях під Бродами |
| Ярема Лехнюк                | Ваффен-гренадер        | Боєць 30-го гренадерського полку                                                   | - Залізний хрест 2-го класу - за відвагу в боях під Бродами |
| Осип Демкович               | Обершютце              | Боєць 31-го гренадерського полку                                                   | - Залізний хрест 2-го класу - за відвагу в боях під Бродами |
| Мирон Пашницький            | Обершютце              | Боєць 31-го гренадерського полку                                                   | - Залізний хрест 2-го класу - за відвагу в боях під Бродами |
| Юрій Кондур                 | Ваффен-гренадер        | Боєць 31-го гренадерського полку                                                   | - Залізний хрест 2-го класу - за відвагу в боях під Бродами |
| Микола Филипович            | Обершютце              | Боєць 14-го розвідувального (фюзілерного) батальйону                               | - Залізний хрест 2-го класу - за відвагу в боях під Бродами - Штурмовий піхотний знак - Нагрудний знак «За боротьбу з партизанами» |
| Василь Янко                 | Ваффен-фюзілер         | Боєць 14-го розвідувального (фюзілерного) батальйону                               | - Залізний хрест 2-го класу - за відвагу в боях під Бродами |
| Михайло Длябога             | Ваффен-унтерштурмфюрер | Офіцер 14-го артилерійського полку                                                 | - Залізний хрест 2-го класу - за відвагу в боях під Бродами |
| Євген Дзундза               | Ваффен-унтершарфюрер   | Унтер-офіцер 14-го артилерійського полку                                           | - Залізний хрест 2-го класу - за відвагу в боях під Бродами |
| Мар'ян Гурневич             | Обершютце              | Боєць 14-го артилерійського полку                                                  | - Залізний хрест 2-го класу - за відвагу в боях під Бродами |
| Роман Бучинський            | Ваффен-канонір         | Артилерист 14-го артилерійського полку                                             | - Залізний хрест 2-го класу - за відвагу в боях під Бродами |
| Василь Палієнко             | Ваффен-канонір         | Артилерист 14-го артилерійського полку                                             | - Залізний хрест 2-го класу - за відвагу в боях під Бродами |
| Мирон Шундюк                | Ваффен-унтершарфюрер   | Унтер-офіцер 14-го протитанкового дивізіону                                        | - Залізний хрест 2-го класу - за відвагу в боях під Бродами |
| Володимир Марчук            | Обершютце              | Боєць батальйону зв'язку                                                           | - Залізний хрест 2-го класу - за відвагу в боях під Бродами |
| Стефан Батько               | Ваффен-гренадер        | Боєць батальйону зв'язку                                                           | - Залізний хрест 2-го класу - за відвагу в боях під Бродами |
| Омелян Кульчицький          |                        |                                                                                    | - Залізний хрест 2-го класу - за бої в Словаччині |
| Лев Яськевич                | Штурмманн              |                                                                                    | - Залізний хрест 2-го класу |
| Микола Скира                |                        |                                                                                    | - Хрест Воєнних заслуг 2-го класу з мечами |
| Іван Чубич                  |                        |                                                                                    | - Хрест Воєнних заслуг 2-го класу з мечами |
| Ярослав Іванецький          |                        |                                                                                    | - Хрест Воєнних заслуг 2-го класу з мечами |
| Михайло Мамалига            |                        |                                                                                    | - Хрест Воєнних заслуг 2-го класу з мечами |
| Роман Дмитрик               |                        |                                                                                    | - Хрест Воєнних заслуг 2-го класу з мечами |
| Михайло Ванкевич            |                        |                                                                                    | - Хрест Воєнних заслуг 2-го класу з мечами |
| Юліан Темник                | Ваффен-гауптштурмфюрер | Командир важкої батареї в зенітному дивізіоні дивізії                              | - Хрест Воєнних заслуг 2-го класу з мечами |
| Богдан Теслюк               | Ваффен-оберштурмфюрер  | Лікар відділу IVb штабу протитанкового дивізіону                                   | - Хрест Воєнних заслуг 2-го класу з мечами |
| Володимир Кульчицький       |                        |                                                                                    | - Хрест Воєнних заслуг 2-го класу з мечами |
| Євген Копійчук              |                        |                                                                                    | - Хрест Воєнних заслуг 2-го класу з мечами |
| Дмитро Садович              |                        |                                                                                    | - Хрест Воєнних заслуг 2-го класу з мечами |
| Богдан Зварич               |                        |                                                                                    | - Хрест Воєнних заслуг 2-го класу з мечами |
| Володимир Андрущак          |                        |                                                                                    | - Хрест Воєнних заслуг 2-го класу з мечами |
| Богдан Сліпак               |                        |                                                                                    | - Хрест Воєнних заслуг 2-го класу з мечами |
| Теофіл Мазур                |                        |                                                                                    | - Хрест Воєнних заслуг 2-го класу з мечами |
| Станіслав Сенедецький       |                        |                                                                                    | - Хрест Воєнних заслуг 2-го класу з мечами |
| Леонід Мартинюк             | Ваффен-унтерштурмфюрер | Офіцер частин постачання                                                           | - Хрест Воєнних заслуг 2-го класу з мечами |
| Теодор Винник               | Ваффен-оберштурмфюрер  | Офіцер частин постачання                                                           | - Хрест Воєнних заслуг 2-го класу з мечами |
| Павло Бакалатч              |                        |                                                                                    | - Хрест Воєнних заслуг 2-го класу з мечами |
| Андрій Іванів               |                        |                                                                                    | - Хрест Воєнних заслуг 2-го класу з мечами |
| Станіслав Русик             |                        |                                                                                    | - Хрест Воєнних заслуг 2-го класу з мечами |
| Михайло Храбатин            | Ваффен-унтершарфюрер   |                                                                                    | - Хрест Воєнних заслуг 2-го класу - Штурмовий піхотний знак в сріблі - Чорний нагрудний знак "За поранення" |
| Євген Хмільовський          | Ваффен-унтерштурмфюрер |                                                                                    | - Залізний хрест 2-го класу (6 травня 1945) - за бої в Австрії - Хрест Воєнних заслуг з мечами 2-го класу |
| Леонід Муха                 | Ваффен-гренадер        |                                                                                    | - Нагрудний знак ближнього бою в сріблі - Чорний нагрудний знак "За поранення" |
| Мирослав Бик                |                        |                                                                                    | - Залізний хрест 2-го класу - за відвагу в боях під Бродами |
| Омелян Корчак               | Ваффен-унтерштурмфюрер | Командир 1-го взводу 13-ї роти 30-го полку                                         | - Залізний хрест 2-го класу - за бої в Словаччині в складі БГ «Вільднер» |
| Василь Сірський             | Ваффен-унтершарфюрер   |                                                                                    | - Залізний хрест 2-го класу - Нагрудний знак ближнього бою в сріблі - Штурмовий піхотний знак в сріблі - Нагрудний знак "За поранення" |
| Петро Цісарський            | Ваффен-гренадер        |                                                                                    | - Нагрудний знак ближнього бою в сріблі |
| Іван Івашко                 | Ваффен-гренадер        |                                                                                    | - Залізний хрест 2-го класу (6 травня 1945) - за бої в Австрії |
| В. Сливинський              | Ваффен-гренадер        |                                                                                    | - Залізний хрест 2-го класу (6 травня 1945) - за бої в Австрії |
| М. Зарічний                 | Ваффен-гренадер        |                                                                                    | - Залізний хрест 2-го класу (6 травня 1945) - за бої в Австрії |
| В. Сорока                   | Ваффен-гренадер        |                                                                                    | - Залізний хрест 2-го класу (6 травня 1945) - за бої в Австрії |
| А. Шевчук                   | Ваффен-гренадер        |                                                                                    | - Залізний хрест 2-го класу (6 травня 1945) - за бої в Австрії |
| Х. Севера                   | Ваффен-гренадер        |                                                                                    | - Залізний хрест 2-го класу (6 травня 1945) - за бої в Австрії |
| М. Керд                     | Ваффен-гренадер        |                                                                                    | - Залізний хрест 2-го класу (6 травня 1945) - за бої в Австрії |
| С. Хутнюк                   | Ваффен-гренадер        |                                                                                    | - Залізний хрест 2-го класу (6 травня 1945) - за бої в Австрії |
| І. Козак                    | Ваффен-гренадер        |                                                                                    | - Залізний хрест 2-го класу (6 травня 1945) - за бої в Австрії |
| З. Данків                   | Ваффен-гренадер        |                                                                                    | - Залізний хрест 2-го класу (6 травня 1945) - за бої в Австрії |
| І. Кочетов                  | Ваффен-гренадер        |                                                                                    | - Залізний хрест 2-го класу (6 травня 1945) - за бої в Австрії |
| М. Андрюхів                 | Ваффен-гренадер        |                                                                                    | - Залізний хрест 2-го класу (6 травня 1945) - за бої в Австрії |
| І. Іващенко                 | Ваффен-гренадер        |                                                                                    | - Залізний хрест 2-го класу (6 травня 1945) - за бої в Австрії |
| В. Воля                     | Ваффен-гренадер        |                                                                                    | - Залізний хрест 2-го класу (6 травня 1945) - за бої в Австрії |
| І. Коваль                   | Ваффен-гренадер        |                                                                                    | - Залізний хрест 2-го класу (6 травня 1945) - за бої в Австрії |
| Микола Кобак                | Ваффен-штурмманн       |                                                                                    | - Залізний хрест 2-го класу (6 травня 1945) - за бої в Австрії |
| Осип Новосад                | Ваффен-штурмманн       |                                                                                    | - Залізний хрест 2-го класу (6 травня 1945) - за бої в Австрії |
| В. Стасів                   | Ваффен-унтершарфюрер   |                                                                                    | - Залізний хрест 2-го класу (6 травня 1945) - за бої в Австрії |
| І. Шаповал                  | Ваффен-унтершарфюрер   |                                                                                    | - Залізний хрест 2-го класу (6 травня 1945) - за бої в Австрії |
| М. Шевченко                 | Ваффен-унтершарфюрер   |                                                                                    | - Залізний хрест 2-го класу (6 травня 1945) - за бої в Австрії |
| Б. Білинський               | Ваффен-унтершарфюрер   |                                                                                    | - Залізний хрест 2-го класу (6 травня 1945) - за бої в Австрії |
| М. Січко                    | Ваффен-унтершарфюрер   |                                                                                    | - Залізний хрест 2-го класу (6 травня 1945) - за бої в Австрії |
| П. Вардаль                  | Ваффен-унтершарфюрер   |                                                                                    | - Залізний хрест 2-го класу (6 травня 1945) - за бої в Австрії |
| Володимир Микула            | Ваффен-унтерштурмфюрер |                                                                                    | - Залізний хрест 2-го класу (6 травня 1945) - за бої в Австрії |
| Юрій Костів                 | Ваффен-унтерштурмфюрер |                                                                                    | - Залізний хрест 2-го класу (6 травня 1945) - за бої в Австрії |
| Осип Холинський             | Ваффен-унтерштурмфюрер |                                                                                    | - Залізний хрест 2-го класу (6 травня 1945) - за бої в Австрії |
| Мирослав Прончак            | Ваффен-унтерштурмфюрер |                                                                                    | - Залізний хрест 2-го класу (6 травня 1945) - за бої в Австрії |
| Р. Ковальський              | Ваффен-унтерштурмфюрер |                                                                                    | - Залізний хрест 2-го класу (6 травня 1945) - за бої в Австрії |
| Ігор Гаврилів               | Ваффен-унтерштурмфюрер |                                                                                    | - Залізний хрест 2-го класу (6 травня 1945) - за бої в Австрії |
| Богдан Гандзюк              | Ваффен-унтерштурмфюрер | Командир 4-го взводу штабної роти 30-го полку                                      | - Залізний хрест 2-го класу (6 травня 1945) - за бої в Австрії |
| Тарас Качмарук              | Ваффен-унтерштурмфюрер | Офіцер 3-ї роти саперного батальйону                                               | - Залізний хрест 2-го класу (6 травня 1945) - за бої в Австрії |
| Богдан Співак               | Ваффен-унтерштурмфюрер |                                                                                    | - Залізний хрест 2-го класу (6 травня 1945) - за бої в Австрії |
| Олекса Горбач               | Ваффен-унтерштурмфюрер | Командир 9-ї батареї артилерійського полку                                         | - Залізний хрест 2-го класу - за бої в Австрії |
| Роман Герасимович           | Ваффен-унтерштурмфюрер | Командир 1-ї роти 1-го батальйону 30-го полку                                      | - Залізний хрест 2-го класу - за бої в Австрії |
| Роман Тимкевич              | Ваффен-унтерштурмфюрер |                                                                                    | - Залізний хрест 2-го класу - за бої в Австрії |
| Орест Яримович              | Ваффен-унтерштурмфюрер |                                                                                    | - Залізний хрест 2-го класу - за бої в Австрії |
| Роман Дразновський          | Ваффен-унтерштурмфюрер |                                                                                    | - Залізний хрест 2-го класу - за бої в Австрії |
| Михайло Примак              | Ваффен-унтерштурмфюрер |                                                                                    | - Залізний хрест 2-го класу - за бої в Австрії |
| Володимир Малинович         | Ваффен-унтерштурмфюрер | Офіцер фузілерного батальйону                                                      | - Залізний хрест 2-го класу - за бої в Австрії (ведучи вогонь з пістолет-кулемета, за підтримки мінометів 4-ї роти фузілерного батальйону і декількох автоматників перешкодив спробі порадників на поромі форсувати річку Мур)                                                                 |
| Іван Скира                  | Ваффен-унтерштурмфюрер | Командир 8-ї роти 2-го батальйону 30-го полку                                      | - Залізний хрест 2-го класу - за бої в Австрії |
| Любомир Гладишевський       | Ваффен-гауптштурмфюрер | Офіцер 1-ї роти 1-го батальйону 29-го полку                                        | - Хрест Воєнних заслуг 2-го класу з мечами - за бої в Словаччині - Нагрудний знак ближнього бою невідомого класу - за бої в Словаччині |
| Генадій Залеський           | Ваффен-гауптштурмфюрер | Командир 2-ї роти 1-го батальйону 31-го полку                                      | - Відзнака для східних народів 2-го класу - Медаль «За зимову кампанію на Сході 1941—1942» - Нарукавний знак "За знищений танк" 1-го класу (5 танків) |
| Михайло Козакевич-Яворський | Ваффен-унтерштурмфюрер | Командир 8-ї роти 2-го батальйону 31-го гренадерського полку                       | - Залізний хрест 2-го класу - за бої в Словенії |
| Тарас Чмола                 | Ваффен-унтерштурмфюрер | Командир 1-ї роти 1-го батальйону 31-го гренадерського полку                       | - Залізний хрест 2-го класу - за бої в Словенії (взвод під командуванням Чмоли під час антипартизанської вилазки в гори знайшов радіостанцію югославських партизан і повністю перетягнув її в розташування частини)                                                                            |
| Мирослав Бігус              | Ваффен-унтерштурмфюрер | Офіцер для особливих доручень при штабі 1-го батальйону 30-го гренадерського полку | - Залізний хрест 2-го класу - за бої в Словенії |
| Петро Кицинський            |                        |                                                                                    | За бої під Бродами отримав: - Залізний хрест 2-го класу - Штурмовий піхотний знак в сріблі - Чорний нагрудний знак "За поранення" |
| Ярослав Сіщинський          |                        |                                                                                    | - Залізний хрест 2-го класу - за бої в Словенії |
| Андрій Ілечко               |                        |                                                                                    | - Залізний хрест 1-го класу - Залізний хрест 2-го класу |
| Богдан Левицький            |                        | Капелан 31-го гренадерського полку                                                 | - Залізний хрест 2-го класу - за бої під бродами |
| Микола Палієнко             | Ваффен-штурмбаннфюрер  | Командир 4-го дивізіону 14-го артилерійського полку                                | - Хрест Воєнних заслуг 2-го класу з мечами - за бої у складі БГ «Байєрсдорф» |
| Іван Ремболович             | Ваффен-гауптштурмфюрер | Офіцер саперного батальйону                                                        | - Хрест Воєнних заслуг 2-го класу з мечами - за бої у складі БГ «Байєрсдорф» |
| Володимир Ляхоцький         |                        |                                                                                    | - Хрест Воєнних заслуг 2-го класу з мечами |
| Костянтин Мельник           | Ваффен-унтерштурмфюрер |                                                                                    | - Хрест Воєнних заслуг 2-го класу з мечами |
| Любомир-Андрій Ванкевич     | Ваффен-унтершарфюрер   |                                                                                    | - Штурмовий піхотний знак в сріблі - Нагрудний знак ближнього бою невідомого класу |
| ??? Форма                   | Ваффен-унтершарфюрер   |                                                                                    | - Штурмовий піхотний знак в сріблі |
| ??? Думанський              | Ваффен-гренадер        |                                                                                    | - Чорний нагрудний знак "За поранення" |
| Микола Швець                |                        | Водій 14-го зенітного дивізіону                                                    | - Чорний нагрудний знак "За поранення" - поранений відразу після виходу з Бродського котла, передуваючи у лавах БГ «Шеффер» (дивізія «Горст Вессель») |
| ??? Головко                 | Ваффен-унтершарфюрер   |                                                                                    | - Штурмовий піхотний знак в сріблі |
| Михайло примак              | Ваффен-унтершарфюрер   |                                                                                    | - Залізний хрест 2-го класу (січень 1945) - за знищення прямим влучанням радянської протитанкової гармати (в лавах БГ «Дерн») |
| Іван Марчук                 | Ваффен-штурмманн       |                                                                                    | За бої на Північному відтинку Східного фронту перебуваючи в лавах полку СС «Курт Еггерс», одержав: - Залізний хрест 2-го класу - Срібний нагрудний знак "За поранення" - втратив праву руку |
| ??? Марков                  |                        |                                                                                    | - Залізний хрест 1-го класу - «неофіційне» нагородження: за героїзм, проявлений при рятуванні поранених, коли Марков один стримував вогнем наступ ворога, один з офіцерів причепив йому на груди свій Залізний хрест 1-го класу - Залізний хрест 2-го класу                                    |